# 丽卡达·丰克
丽卡达·丰克（德語：Ricarda Funk，1992年4月15日—），德国女子皮划艇运动员。她曾代表德国参加2020年夏季奥林匹克运动会皮划艇比赛，获得女子单人皮艇激流金牌。